# Acetilcolina
La acetilcolina (ACh o ACo) es una molécula caracterizada farmacológicamente por Henry Hallett Dale en 1914 y después confirmado por Otto Loewi como un neurotransmisor (el primero en ser identificado). Por su trabajo recibieron en 1936 el premio Nobel en fisiología y medicina.

## Función

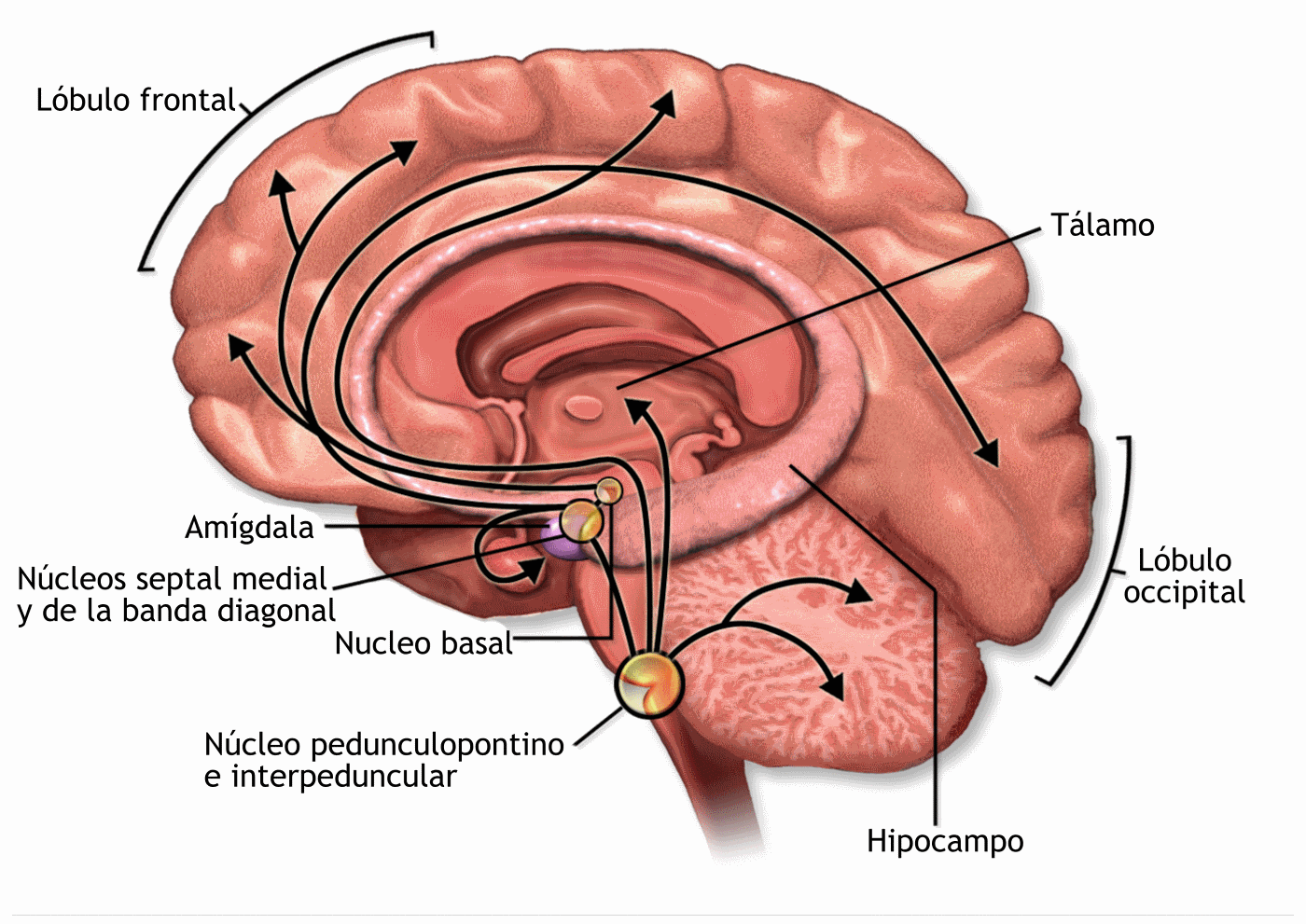
Vía de la acetilcolina. Animación en la referencia.

En el cerebro, la información entre las neuronas se transmite a través de sustancias químicas denominadas neurotransmisores, que se liberan en las sinapsis como respuesta a un estímulo específico. El neurotransmisor secretado actúa en sitios receptores especializados y altamente selectivos, que se localizan en la célula postsináptica, lo que provoca cambios en el metabolismo de ésta modificando su actividad celular. La función de la acetilcolina, al igual que otros neurotransmisores, es mediar en la actividad sináptica del sistema nervioso.

## Ubicación
La acetilcolina está ampliamente distribuida en el sistema nervioso central, particularmente implicada en los circuitos de la memoria, la recompensa, los circuitos extrapiramidales, en el sistema nervioso periférico y en el sistema nervioso autónomo (en la sinapsis en los ganglios autónomos, las células cromafines de la médula suprarrenal, todas las terminaciones parasimpáticas y también en la inervación simpática de las glándulas sudoríparas).

## Estructura química
Se trata de un éster de ácido acético y colina con fórmula química CH
3COOCH
2CH
2N+
(CH
3)
3

## Metabolismo
La acetilcolina es sintetizada a partir de Colina y Acetil CoA, derivados del metabolismo de la glucosa a través de la enzima Colina acetiltransferasa.
Cuando se une a los muchos receptores nicotínicos de la placa motora de las fibras musculares, causa Potenciales Excitatorios Postsinápticos, que derivan en la generación de un potencial de acción en la fibra muscular con su correspondiente contracción. La acetilcolina tiene su uso también en el cerebro, donde tiende a causar acciones excitatorias. Las glándulas que reciben impulsos de la parte parasimpática del sistema nervioso autónomo se estimulan de la misma forma. Por eso un incremento de acetilcolina causa una reducción de la frecuencia cardíaca y un incremento de la producción de saliva. Además posee efectos importantes que median la función sexual eréctil, la micción (contracción del músculo detrusor vesical, relajación del trígono y del esfínter ureteral interno), así como efectos broncoconstrictores en los pulmones,  que se acompañan de un incremento de la secreción de surfactante.

## Síntesis
La acetilcolina se sintetiza en las neuronas mediante la enzima colinacetiltransferasa también llamada colinoacetilasa, a partir de colina y acetil-CoA en la neurona. Los compuestos orgánicos de mercurio tienen gran afinidad por los grupos sulfhídricos.

## Eliminación
Normalmente, la acetilcolina se elimina rápidamente una vez realizada su función; esto lo realiza la enzima acetilcolinesterasa que transforma la acetilcolina en colina y acetato. La enzima posee dos isoformas, una ubicada en la hendidura sináptica (AAChE) y otra sérica, sintetizada principalmente en el hígado, denominada Acetilcolinesterasa Sérica (BAChE). Esta última es la responsable de impedir el uso terapéutico de la acetilcolina, por degradarla rápidamente cuando se administra en forma intravenosa.

## Efectos por inhibición
La inhibición de la enzima acetilcolinesterasa provoca efectos devastadores en los agentes nerviosos, con el resultado de una estimulación continua de los músculos, glándulas y el sistema nervioso central. Ciertos insecticidas deben su efectividad a la inhibición de esta enzima en los insectos. Por otra parte, desde que se asoció una reducción de acetilcolina con la enfermedad de Alzheimer, se están usando algunos fármacos que inhiben esta enzima para el tratamiento de esta enfermedad.

## Agonistas y antagonistas
La botulina actúa evitando la liberación de acetilcolina. La nicotina, al igual que la muscarina, es una sustancia colinérgica que actúa incrementando la actividad de ciertos receptores de acetilcolina. Por el contrario, la atropina y la escopolamina actúan bloqueando dichos receptores. La atropina y la escopolamina son agentes anticolinérgicos.
La histamina actúa aumentando la acción de la acetilcolina, por lo que al tomar antihistamínicos se reduce su acción, con lo que mejoraría algunas enfermedades como las distonías que se caracterizan por una contracción continua de los músculos.

## Propiedades
Debido a lo difuso de sus acciones y su rápida hidrólisis por la acetilcolinesterasa, la acetilcolina no tiene virtualmente ninguna aplicación terapéutica. Farmacológicamente, la acetilcolina tiene diversos efectos en ciertos órganos y sistemas del cuerpo. 
- Sistema cardiovascular: vasodilatación, disminución de la frecuencia cardíaca (efecto cronotrópico negativo), disminución de la velocidad de conducción del nodo sinoauricular y auriculoventricular y una disminución en la fuerza de contracción cardíaca (efecto inotrópico negativo). Es importante remarcar que los vasos sanguíneos carecen de inervación parasimpática, por lo que los efectos vasodilatadores causados por acetilcolina no se observan fisiológicamente, sino ante la administración exógena del neurotransmisor.
- Tracto gastrointestinal: Aumenta la motilidad, secreción glandular y el peristaltismo gastrointestinal. Estos efectos, exacerbados por agonistas directos o indirectos colinérgicos (particularmente muscarínicos), pueden derivar en efectos como náusea, vómito y diarrea.
- Sistema respiratorio: Provoca broncoconstricción y aumenta la secreción de agente surfactante.
- Vesical: Favorece la micción mediante tres procesos: contracción del músculo detrusor, relajación del trígono vesical y del esfínter ureteral interno.
- En el ojo: produce la contracción del músculo circular del iris, generando miosis. Además, permite que se dé el reflejo de acomodación, por relajación de las fibras de la zónula, al contraerse el músculo ciliar. Adicionalmente, este efecto permite aumentar el drenaje de humor acuoso de los conductos de Schlemm.
- Sistema sudomotor: aumenta la secreción de la glándulas sudoríparas, que al aumentar la secreción de sudor, favorecen la disipación de calor (este efecto es de particular interés clínico en niños, donde representa uno de los principales mecanismos de mantenimiento de la temperatura).

## Enfermedades relacionadas
La miastenia gravis es una enfermedad autoinmune, caracterizada por debilidad muscular y fatiga. Ocurre cuando el cuerpo produce de forma inapropiada anticuerpos contra los receptores nicotínicos de la placa neuromuscular, y de este modo inhibe la transmisión de señales de la acetilcolina. Los fármacos que inhiben la acetilcolinesterasa (por ejemplo neostigmina o fisostigmina) son efectivos para el tratamiento de esta afección.
La distonía es una enfermedad caracterizada por una contracción muscular permanente; puede estar provocada por un exceso de acetilcolina a nivel muscular. La toxina botulínica es un anticolinérgico inyectable. Los antihistamínicos inhiben la histamina, con lo que se produce una disminución de la acción de la acetilcolina.